# Chiesa di Santa Maria e San Remigio
La chiesa di Santa Maria e San Remigio è la parrocchiale di Pecetto di Valenza, in provincia e diocesi di Alessandria; fa parte della zona pastorale di Valenza.

## Storia

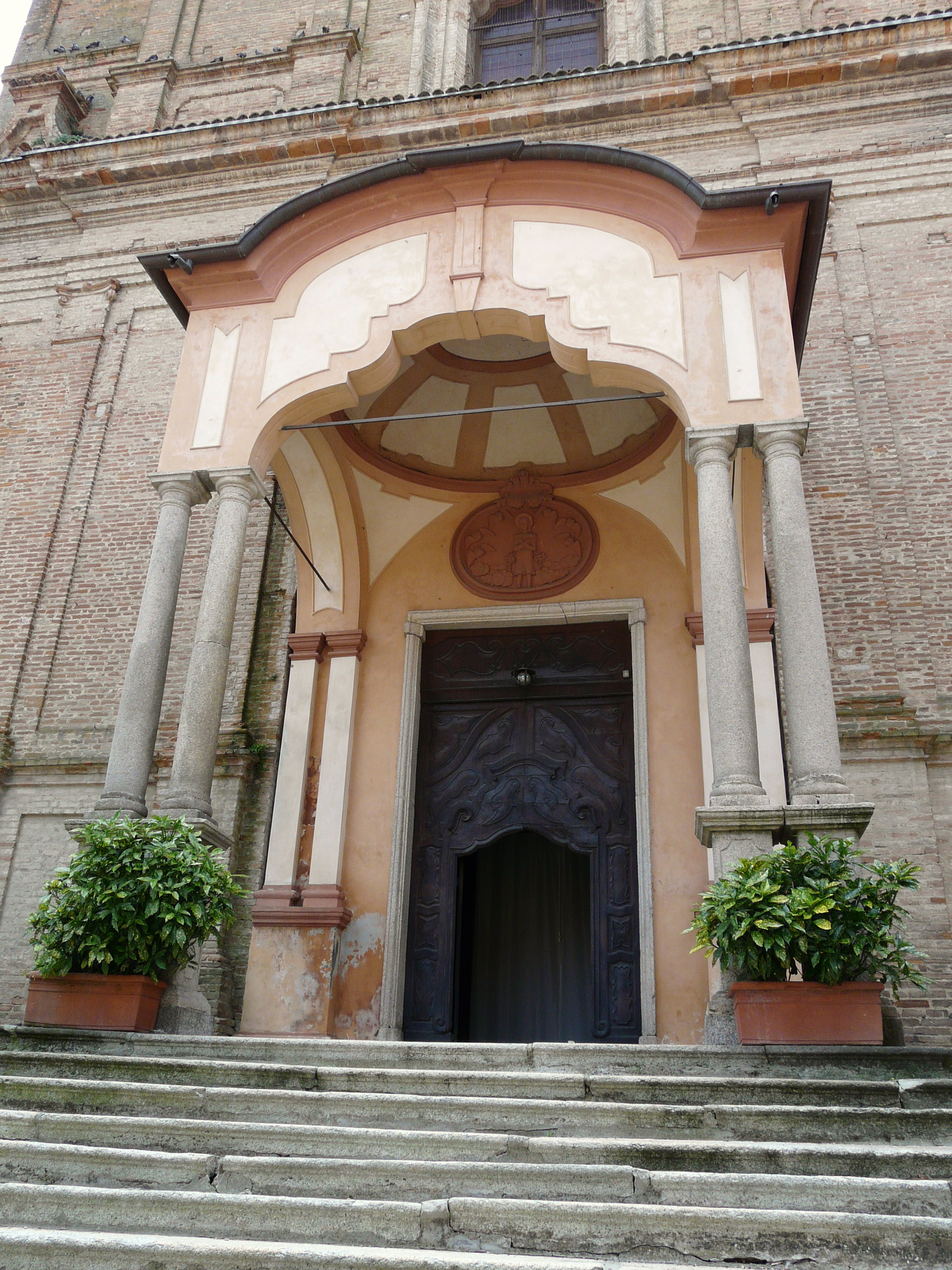
Il protiro in aggetto al portale.

La primitiva chiesa di Pecetto, dedicata a san Siro, documentata nella vista pastorale del 1460 e demolita nel 1576, sorse verso il VI o il VII secolo.
Tra il IX e il X secolo fu costruita una nuova chiesa nota con il titolo di Santa Maria Vetere, che venne poi riedificata nel XV secolo.
Dalla relazione della visita pastorale del 1460 s'apprende che questa chiesa, che dipendeva dalla chiesa prepositurale di Bassignana, godeva di un beneficio di quattrocento fiorini.
La prima pietra dell'attuale parrocchiale venne posta nel 1738; l'edificio, progettato dall'architetto pavese Gaetano Aquila, fu ultimato nel 1742.

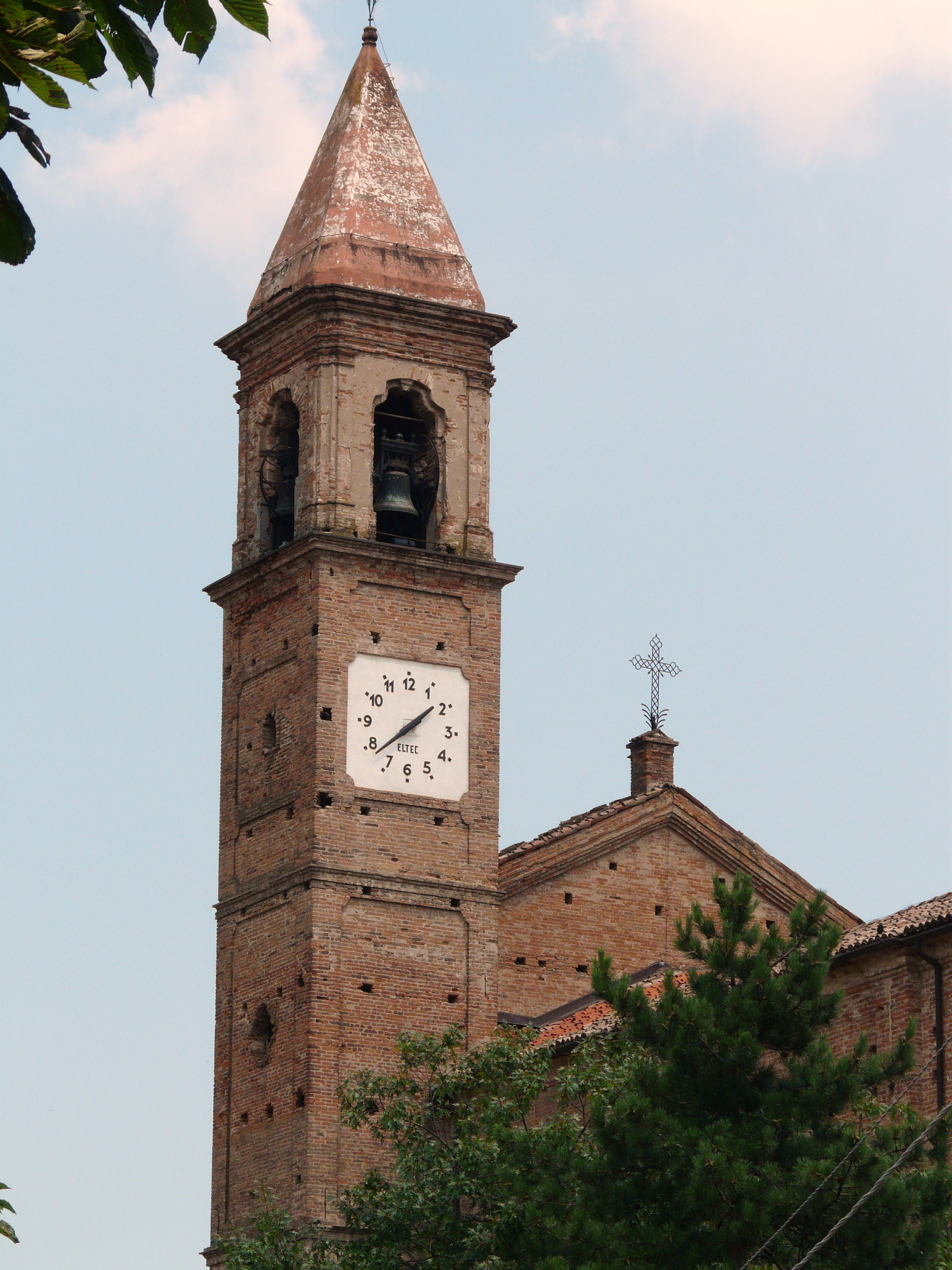
Il campanile della chiesa

 Nel 1803 la chiesa passò dalla diocesi di Pavia a quella di Casale Monferrato, per poi essere aggregata nel 1817 alla diocesi di Alessandria.
Nel 2000 furono sistemati il nuovo altare postconciliare rivolto verso i fedeli e il fonte battesimale e nel 2012 il tetto della chiesa fu rifatto.

## Descrizione

### Esterno

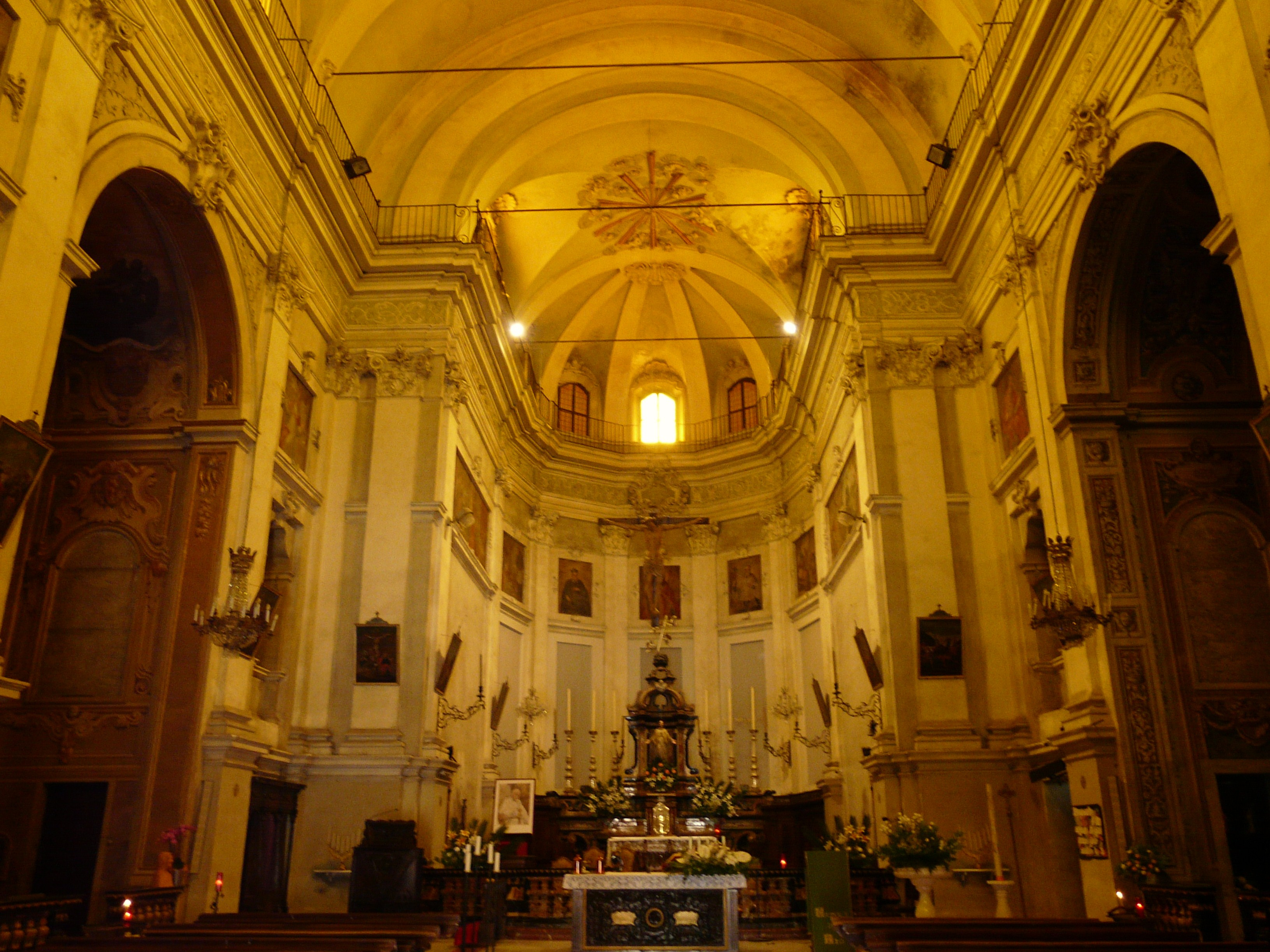
L'interno della chiesa

La facciata della chiesa si compone di un corpo centrale caratterizzato dal timpano ai lati del quale si trovano il campanile e una torre mozza incompleta che secondo i piani originari avrebbe dovuto essere la seconda torre campanaria.

### Interno
L'interno si compone di un'unica navata con volta a botte, sulla quale si affacciano quattro cappelle laterali; all'interno sono conservati degli affreschi del 1742 raffiguranti storie della vita di san Remigio.